# سد أوركيس
سد اوركيس يقع بدوار بشكريد ببلدية عين فكرون التابعة لولاية ام البواقي، هو سد جديد تم اطلاقه في 2016 يتزود بالمياه من سد بني هارون بواسطة الانابيب تقدر طاقة استيعابه ب 65 مليون متر مكعب انشئ خصيصا لتزويد ولاية ام البواقي بالماء الشروب و سقي المساحات الزراعية، ويزود السد ابتداءً من أوت 2018 حوالي 500 ألف مواطن بـ 6 بلديات بهذه الولاية.
وهو من بين سدود الجزائر الهامة التي أنشأت ضمن مشروع التحويلات المائية الكبرى ، الذي أطلق في عهد الرئيس عبد العزيز بوتفليقة.